# گچیت‌لی (بسنی)
گچیت‌لی (به ترکی استانبولی: Geçitli) یک منطقهٔ مسکونی در ترکیه است که در بسنی واقع شده‌است.